# Provincia del Capo Occidentale
La provincia del Capo Occidentale (in inglese Western Cape; in afrikaans Wes-Kaap; in xhosa Ntshona-Koloni) è una provincia del Sudafrica, situata lungo la costa sudoccidentale del paese. Con una superficie di 129 449 km² è la quarta provincia sudafricana per estensione e la terza per popolazione con circa 7 milioni di abitanti. All'incirca due terzi di questi vivono nell'area metropolitana di Città del Capo, Il capoluogo della provincia nonché capitale legislativa del Paese. La provincia del Capo Occidentale fu creata nel 1994 in seguito allo smembramento della provincia del Capo. Ad essa appartengono le Isole del Principe Edoardo.

## Geografia fisica
La provincia è situata nella parte sud-occidentale del Sudafrica e confina a nord con la provincia del Capo Settentrionale (Northern Cape) e a est con la provincia del Capo Orientale (Eastern Cape); si affaccia a sud sull'Oceano Indiano e a ovest sull'Atlantico.
Sotto l'amministrazione della provincia ricadono anche le isole del Principe Edoardo poste nell'area sub-antartica. I principali fiumi che scorrono nella provincia sono il Breede e il Berg. Oltre alla capitale, Città del Capo, altre città di rilievo sono Stellenbosch, Worcester, Paarl e George. La provincia è attraversata dalla Garden Route, una via costiera molto amata dal turismo.
La superficie totale della provincia è di 129 370 km², circa il 10,6% della superficie totale della nazione, grosso modo la stessa dell'Inghilterra o dello Stato della Louisiana negli Stati Uniti.

## Storia

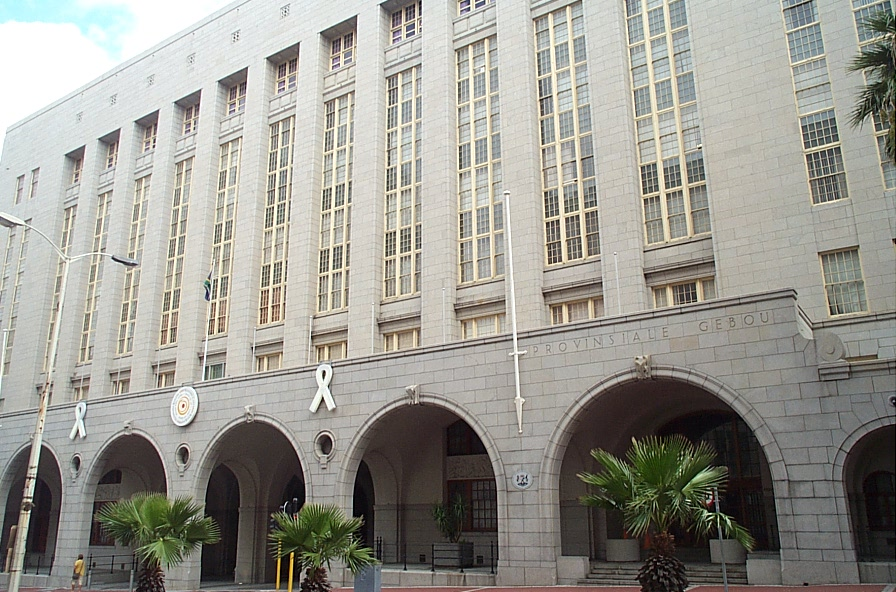
Il palazzo della provincia a Città del Capo

La provincia è nata nel 1994, in seguito allo smembramento della Provincia del Capo in tre parti (Western Cape, Eastern Cape e Northern Cape).
Dopo la fine dell'apartheid è stata una delle due province (l'altra fu KwaZulu-Natal) a bocciare il candidato dell'African National Congress (ANC) eleggendo alla carica di primo ministro della provincia il precedente ministro per la Legge e l'Ordine della provincia del Capo, Hernus Kriel candidato del National Party (NP).
Questo partito mantenne poi il potere fino alla fusione con l'ANC avvenuta nel 2004, che portò al potere l'ex premier Ebrahim Rasool.

## Economia
La provincia del Capo Occidentale produce il 14,6% del PIL nazionale ed è la terza maggior contribuente. Il settore industriale più importante è il tessile e abbigliamento che impiega oltre 170 000 persone. Il settore è in calo per la forte concorrenza dei paesi orientali, mentre sono in ascesa settori ora di nicchia come l'alta tecnologia, call center internazionali, moda, produzioni televisive e pubblicitarie. La disoccupazione si aggira intorno al 17% ed è decisamente più bassa della media nazionale.
È in forte ascesa l'industria del turismo; Città del Capo, la Garden Route e le Winelands sono le mete più ambite dal turismo internazionale che visita la regione. Nel 2004 sono stati registrati 1 535 903 arrivi internazionali e un andamento in crescita, anche grazie all'avvento di compagnie low-cost come Kulula e 1Time.

## Comuni e distretti
La provincia di Western Cape è suddivisa in 5 District Management Areas (DMAs) con codici WCDMA01, WCDMA02, WCDMA03, WCDMA04, WCDMA05, 5 municipi distrettuali e una municipalità metropolitana. I municipi distrettuali sono ulteriormente suddivisi in 24 municipalità locali.
- Municipalità metropolitana di Città del Capo (CPT)
- Municipalità distrettuale di West Coast (DC1)
  - Municipalità locale di Matzikama (WC011)
  - Municipalità locale di Cederberg (WC012)
  - Municipalità locale di Swartland (WC015)
  - Municipalità locale di Saldanha Bay (WC014)
  - Municipalità locale di Bergrivier (WC013)
- Municipalità distrettuale di Cape Winelands (DC2)
  - Municipalità locale di Witzenberg (WC022)
  - Municipalità locale di Drakenstein (WC023)
  - Municipalità locale di Stellenbosch (WC024)
  - Municipalità locale di Breede Valley (WC025)
  - Municipalità locale di Breede River/Winelands (WC026)
- Municipalità distrettuale di Overberg (DC3)
  - Municipalità locale di Theewaterskloof (WC031)
  - Municipalità locale di Overstrand (WC032)
  - Municipalità locale di Cape Agulhas (WC033)
  - Municipalità locale di Swellendam (WC034)
- Municipalità distrettuale di Eden (DC4)
  - Municipalità locale di Kannaland (WC041)
  - Municipalità locale di Hessequa (WC042)
  - Municipalità locale di Mossel Bay (WC043)
  - Municipalità locale di George (WC044)
  - Municipalità locale di Oudtshoorn (WC045)
  - Municipalità locale di Bitou (WC047)
  - Municipalità locale di Knysna (WC048)
- Municipalità distrettuale di Central Karoo (DC5)
  - Municipalità locale di Laingsburg (WC051)
  - Municipalità locale di Prince Albert (WC052)
  - Municipalità locale di Beaufort West (WC053)